# ランカシャー・ヒーラー
ランカシャー・ヒーラー（英：Lancashire Heeler）は、イギリスのウェールズ、ランカシャー地方原産の牧牛犬種である。別名はオームスク・ヒーラー（英：Ormskirk Heeler ）。

## 歴史
その歴史は古く、16世紀の前半に誕生した犬種である。優秀な牧牛犬を目指し、ウェルシュ・コーギーとマンチェスター・テリアの原型（ブラック・アンド・タン・テリアではないかといわれている）、ウェルシュ・ブラック・アンド・タン・シープドッグなどを交配させて作出された。
主に牛を移動させる牧牛犬として働いた。吠えて牛を追い回すだけでなく、時には言うことを聞かない牛のかかとを軽く噛んで驚かせ、従わせるといったヒーラー犬種の持つ特殊な技術も駆使した。又、マンチェスター・テリアの原型の血によりネズミ狩りも上手で、牧場の衛生管理にも一役買っていた。
牧牛の作業が機械化されたあとも作業犬として生き残ることが出来たが、2度の世界大戦によって頭数を大きく減らし、絶滅の危機に追いやられてしまった。
その後1960年代に犬種を再構築するための「復活」作業が開始された。しかし、この「復活」された犬がオリジナルの犬種の血を引いているのかどうかについて、かつて論争が行なわれていたことがあった。オリジナルの犬の血を引いていると唱える派の愛好家は、この「復活」作業は僅かに生き残ったランカシャー・ヒーラーとその血を引く雑種犬、コーギー、マンチェスター・テリアを慎重に交配させて行われたと主張した。一方、オリジナルの犬の血を引いていないと唱える派の人からは、ランカシャー・ヒーラーは復活作業開始時には既に繁殖に使える純血の犬がいなくなり絶滅していたため、それと全く関わり無くコーギーとマンチェスター・テリアを交配させて新たに作り直した、焼き直し版であると主張されていて、異なる2説が対立しあっていた。
復活した犬が本当にランカシャーの血を引いているとする説の根拠は、戦後実際に番犬などの作業犬として飼われ生き延びていた個体がいて、愛好家が多かったため現地だけでなく他地域に疎開することによって生き延びることができたランカシャーも少なくなかったことなどに因っている。純血個体の減少により雑種化をせざるを得なくなってしまった血統のものもあったが何とかその姿や能力を保ち、復活作業に役立てることが出来たとのことである。一方復活した犬がランカシャーの血を引いていないとする説の根拠は、繁殖できる個体が非常に少なかったことによる希少性などに因っている。確かに現地若しくは疎開先で生き延びる個体も多かったが、繁殖適齢期の犬はかなり少なかった。このため繁殖できるランカシャーは作業犬の種犬として高値で売買され、復活プロジェクトを行なう計画をしていた愛好家は純血の犬を入手することが出来ず、やむを得ずそれを復活に用いることを断念し、現存数の多かったコーギーとマンチェスター・テリアを交配させて改良し、焼き直しを行ったとのことである。
現在愛好家や犬種クラブ側では先の説を復活犬の正しい生い立ちであるとして採用しているが、一部の専門家からは今も後の説の方が正しいのではないかと疑問視されている。おそらく、今後はDNA検査などによりその真相が明らかになるのではないかといわれているが、どちらの説が正しいにせよ、ランカシャー・ヒーラーの復活は大戦でダメージを受けたウェールズの復活と結び付けられていて、復興と再生のシンボルのようなものとして扱われていることに変わりはない。
1981年にはイギリスのザ・ケネルクラブに希少な公認犬種として登録され、ペットやショードッグとしても飼育されるようになった。しかし、原産地ウェールズ以外ではイギリス国内でも珍しく、あまり国外では知られていない犬種である。

## 特徴
まさしくコーギーとマンチェスター・テリアの中間といった容姿をしている。マズルは長く、筋肉質の体つきをしていて、胴長短足である。胸は広く、首は太く短い。耳は正面を向いた立ち耳、尾は飾り毛のあるサーベル形の垂れ尾。コートはスムースコートで、毛色はブラック・アンド・タン。体高25〜31cm、体重3〜6kgの小型犬。
性格は明るく思いやりがあり、活発だが少し警戒心が強い。他の犬や子供と遊ぶことや、人や物を追いかけたり、走り回ることが大好きである。運動量は多めで、ヒーラー種のためストレスがたまると人のかかとに噛み付くこともある（コーギーと同じ）。
だが、人懐こく家庭犬にも向いていて、日本でも飼育することが可能である。かかりやすい病気は椎間板ヘルニアで、これは主に飼い主の抱き方が正しくない場合によく起こる病気である。ランカシャーに限らず、胴長短足の犬種を抱く時は片手で胸を、もう片方の手で腰を抱えて持つことが鉄則である。肥満になりやすい体質なので、食事の量や栄養バランスの管理に注意が必要である。肥満になると腰だけでなく脚にも負担がかかり関節疾患に罹りやすくなるため、これも気をつける必要がある。